# Antická makedonština
Antická čili helénská makedonština či jen makedonština je ve starověku vymřelý jazyk z řecké (helénské) skupiny indoevropských jazyků, někdy považovaný za dialekt starořečtiny, kterým se mluvilo ve starověké Makedonii. V užívání byl v prvním tisíciletí před Kristem zhruba do 3. století před Kristem.
Jazyk se liší od současné makedonštiny, která je zcela odlišným (slovanským) jazykem indoevropské rodiny. Řecká politika název současné makedonštiny neuznává, jelikož jej přiznává pouze helénské makedonštině.